# 山地乌头
山地乌头（学名：Aconitum monticola）为毛茛科乌头属下的一个种。其种加词“monticola”意为“生长在山地的”。